# Чайка Анатолій Павлович
Анато́лій Па́влович Ча́йка — учасник Євромайдану.

## З життєпису
Тренер, 25 років працював у Донецькому медичному університеті.
Зазнав катувань від міліціянтів 18 лютого 2014 року. Був прапороносцем, коли на нього напали «беркутівці», йому побили голову, поламали ребра, руки — загалом отримав 5 переломів. Після переломів рук прапора не впустив. Закидав міліціянтів яйцями, засудили за хуліганство. Від побиття втратив свідомість, опритомнів на землі між скривавлених людей, яких копали ногами міліціянти.
Проживає у місті Вінниця.